# Torneo Interbritannico 1897
Il Torneo Interbritannico 1897 fu la quattordicesima edizione del torneo di calcio conteso tra le Home Nations dell'arcipelago britannico. Il torneo fu vinto dalla nazionale scozzese. L'ultima partita di questa edizione fu disputata al Crystal Palace.

## Risultati
| Data             | Luogo      | Squadra 1   | Risultato | Squadra 2 |
| ---------------- | ---------- | ----------- | --------- | --------- |
| 20 febbraio 1897 | Nottingham | Inghilterra | 6 - 0     | Irlanda   |
| 6 marzo 1897     | Belfast    | Irlanda     | 4 - 3     | Galles    |
| 20 marzo 1897    | Wrexham    | Galles      | 2 - 2     | Scozia    |
| 27 marzo 1897    | Glasgow    | Scozia      | 5 - 1     | Irlanda   |
| 29 marzo 1897    | Sheffield  | Inghilterra | 4 - 0     | Galles    |
| 3 aprile 1897    | Londra     | Inghilterra | 1 - 2     | Scozia    |

## Classifica
| Pos | Squadra     | Pti | G | V | N | P | GF | GS |
| --- | ----------- | --- | - | - | - | - | -- | -- |
| 1   | Scozia      | 5   | 3 | 2 | 1 | 0 | 9  | 4  |
| 2   | Inghilterra | 4   | 3 | 2 | 0 | 1 | 11 | 2  |
| 3   | Irlanda     | 2   | 3 | 1 | 0 | 2 | 5  | 14 |
| 4   | Galles      | 1   | 3 | 0 | 1 | 2 | 5  | 10 |